# Peleg Sprague (Politiker, 1793)

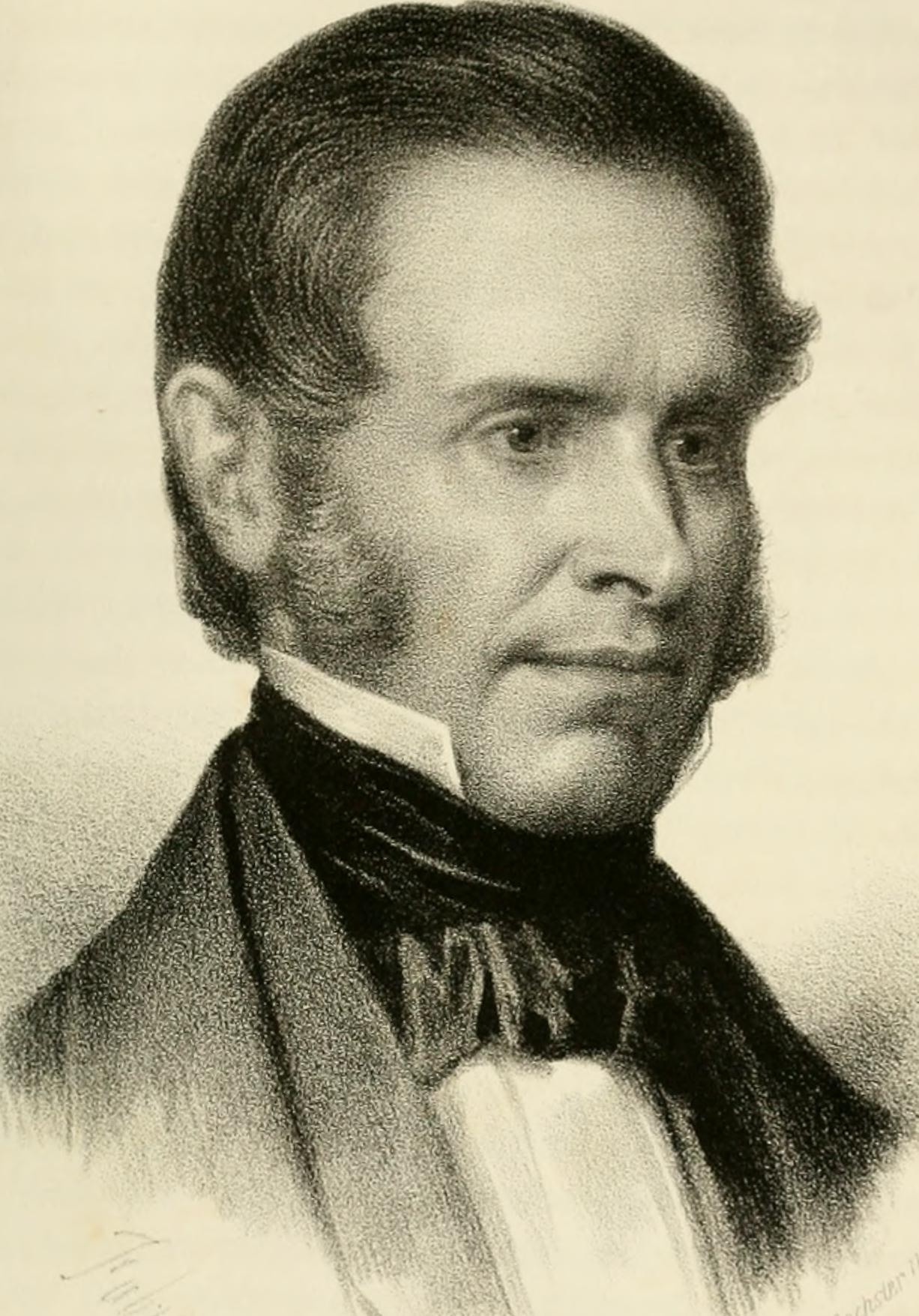
Peleg Sprague im Alter von 51 Jahren

Peleg Sprague (* 27. April 1793 in Duxbury, Plymouth County, Massachusetts; † 13. Oktober 1880 in Boston, Massachusetts) war ein US-amerikanischer Jurist und Politiker, der den Bundesstaat Maine in beiden Kammern des Kongresses vertrat.
Peleg Sprague machte im Jahr 1812 seinen Abschluss an der Harvard University. Danach studierte er in Litchfield (Connecticut) die Rechtswissenschaften, wurde im August 1815 in die Anwaltskammer aufgenommen und begann im damals noch zu Massachusetts gehörenden Augusta, der heutigen Hauptstadt von Maine, als Jurist zu praktizieren. 1817 verlegte er seine Kanzlei nach Hallowell.
Nach der Gründung des Staates Maines wurde Sprague in dessen Repräsentantenhaus gewählt, dem er von 1821 bis 1822 angehörte. Vom 4. März 1825 bis zum 3. März 1829 saß er für den vierten Wahlbezirk von Maine im Repräsentantenhaus der Vereinigten Staaten. Er legte sein Mandat als Abgeordneter nieder, um dem zuvor zurückgetretenen John Chandler als US-Senator zu folgen. In dieser Kammer verblieb er bis zu seinem Rücktritt am 1. Januar 1835; während dieser Zeit war er zunächst Mitglied der National Republican Party, aus der später die Whigs hervorgingen.
Nach seinem Abschied aus dem Kongress arbeitete Sprague als Anwalt in Boston. Politisch wurde er nur noch einmal tätig, als er bei der Präsidentschaftswahl 1840 für die Whigs dem Electoral College angehörte und seine Stimme dem dann auch siegreichen Whig-Kandidaten William Henry Harrison gab. Dessen Nachfolger als US-Präsident, John Tyler, nominierte Sprague am 15. Juli 1841 als Richter am Bundesbezirksgericht für den Distrikt Massachusetts. Er wurde am folgenden Tag vom Senat bestätigt, trat sein Amt unmittelbar darauf an und hatte es bis zum 13. März 1865 inne. An diesem Tag trat er in den Ruhestand. Sprague starb 1880 in Boston und wurde in Cambridge beigesetzt.
Peleg Sprague war der Großvater des Kongressabgeordneten Charles F. Sprague (1857–1902).  Er war mit dem gleichnamigen Politiker des Bundesstaats New Hampshire (1756–1800) nur weitläufig verwandt. John Sprague (ca. 1630–1676) war Vorfahre der beiden in männlicher Linie.